# Croton caudatus
Espèce
Croton caudatus est une espèce de plantes à fleurs du genre Croton et de la famille des Euphorbiaceae, présente en Chine (sud ouest du Yunnan), et de l'Asie tropicale jusqu'au nord de Queensland.
Il a pour synonymes :
- Croton aromaticus Gaertn., 1790
- Croton caudatus var. denticulatus Müll.Arg., 1866
- Croton caudatus var. genuinus Müll.Arg., 1866
- Croton caudatus var. harmandii Gagnep., 1925
- Croton caudatus var. klotzschianus Müll.Arg., 1866
- Croton caudatus var. malaccanus Hook.f., 1887
- Croton caudatus var. oblongifolius Müll.Arg., 1866
- Croton caudatus var. obovoideus, N.P.Balakr. et Chakrab., 1983 (1985)
- Croton denticulatus, Blume, 1826
- Croton drupaceus Roxb., 1832
- Croton malvifolius Griff., 1848
- Croton racemosus Burm.f., 1768
- Oxydectes caudata (Geiseler) Kuntze
- Oxydectes denticulata Kuntze
- Tiglium klotzschianum Wight